# UGC 3500
UGC 3500 è una galassia a spirale visibile nella costellazione della Giraffa.
Il nucleo si presenta di forma irregolare, non è chiaro se per la presenza di stelle sovrapposte lungo la linea di vista; la forma a spirale si intuisce soltanto. La galassia è elongata in direzione sud-nord, formando una verticale quasi perfetta.
Ad 1',8 ad est vi è la stella GSC 4618:1219 di magn. 11,3. Sovrapposta alla parte sud dell'alone galattico, vi è un'altra stellina: GSC 4618:882, di magn.13,7.